# Cas9

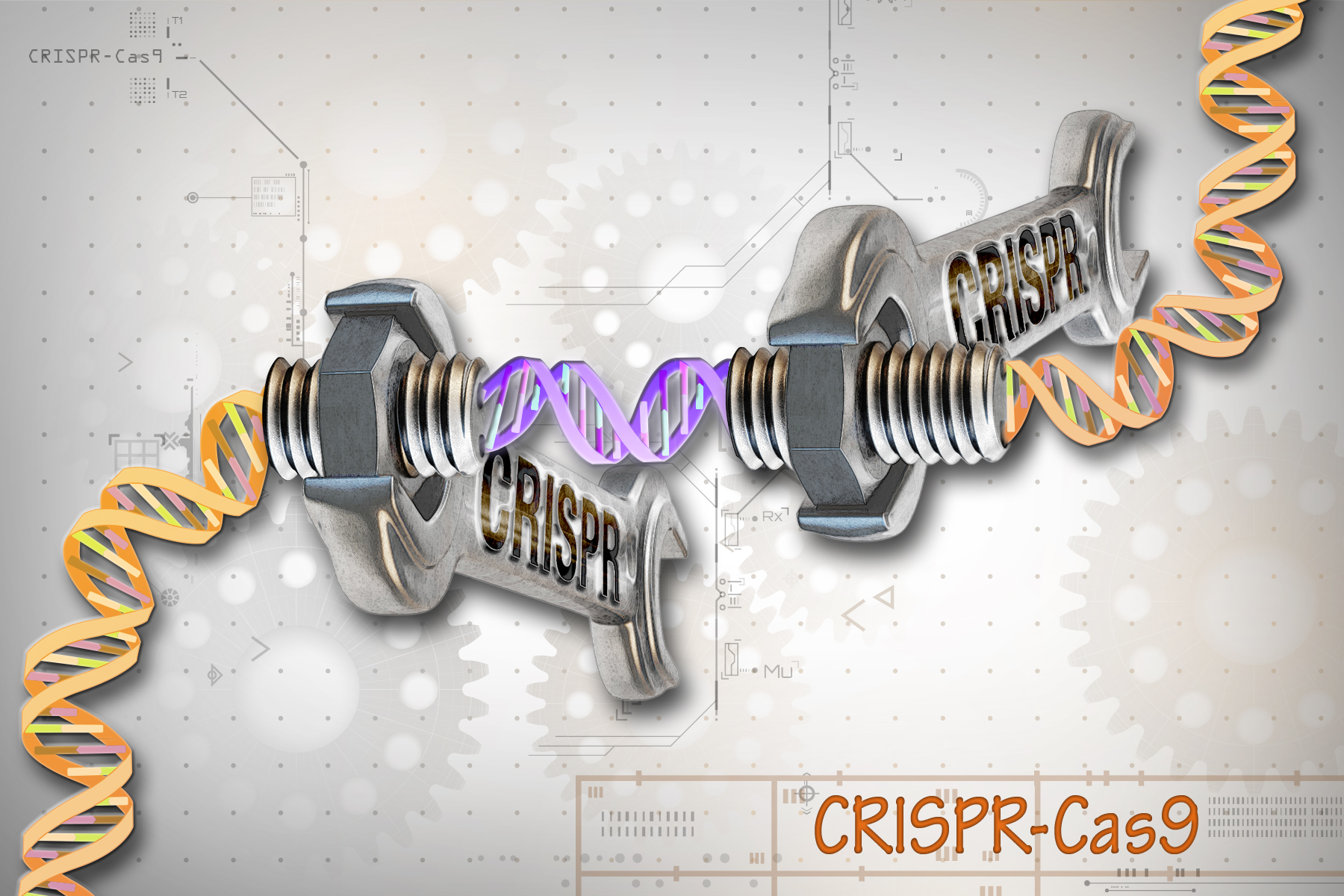
CRISPR/Cas9のたとえを現した図。

CRISPR-Cas9（clustered regularly interspaced short palindromic repeats / CRISPR associated proteins）とはゲノム編集技術。DNA鎖の特定の塩基配列を認識したCas9によりゲノム配列が編集される。

## 概要
CRISPR-Cas9はDNA二本鎖を切断してゲノム配列の任意の場所を削除、置換、挿入することができるゲノム編集技術でCRISPR-Casシステムは、遺伝的内容と構造の違いに基づいて、3つの主要なタイプ（タイプI、タイプII、およびタイプIII）と12のサブタイプに分けられる。駆使することにより遺伝子を編集できる。現在では他にも複数のゲノム編集技術が開発されている。

## 経緯
CRISPR配列は1987年に石野良純によって大腸菌のゲノム上に発見され、1989年以降、フランシスコ・モヒカによって、この配列が微生物の免疫機能と結びついていることが解明され、「CRISPR」と命名された。また、2000年代にフランス出身でデンマークの微生物学者ロドルフ・バラングー（Rodolphe Barrangou）によりCas9酵素の機能が発見された。
この研究を基礎として、2012年にゲノム編集技術がジェニファー・ダウドナとエマニュエル・シャルパンティエの2人によって開発され、この業績に対して2020年ノーベル化学賞が授与される。